# (6028) 1994 ER1
(6028) 1994 ER1 es un asteroide perteneciente al cinturón de asteroides, región del sistema solar que se encuentra entre las órbitas de Marte y Júpiter, más concretamente a la familia de Innes, descubierto el 11 de marzo de 1994 por Seiji Ueda y el astrónomo Hiroshi Kaneda desde el Kushiro Marsh Observatory, Hokkaido, Japón.

## Designación y nombre
Designado provisionalmente como 1994 ER1. 

## Características orbitales
1994 ER1 está situado a una distancia media del Sol de 2,572 ua, pudiendo alejarse hasta 3,016 ua y acercarse hasta 2,128 ua. Su excentricidad es 0,172 y la inclinación orbital 6,757 grados. Emplea 1507,14 días en completar una órbita alrededor del Sol.

## Características físicas
La magnitud absoluta de 1994 ER1 es 12,9. Tiene 7,394 km de diámetro y su albedo se estima en 0,354. 